# Heinz Richter
Heinz Richter (né le 24 juillet 1947 à Schlegel) est un coureur cycliste est-allemand. Lors des Jeux olympiques de 1972, il a remporté la médaille d'argent de la poursuite par équipes avec l'équipe d'Allemagne de l'Est composée de Uwe Unterwalder, Thomas Huschke, et Herbert Richter. Il a également été trois fois médaillé d'argent de cette discipline aux championnats du monde.

## Palmarès

### Jeux olympiques
- Mexico 1968
  - 10e du kilomètre
- Munich 1972
  -  Médaillé d'argent de la poursuite par équipes

### Championnats du monde
- 1970
  -  Médaillé d'argent de la poursuite par équipes amateurs
- 1971
  -  Médaillé d'argent de la poursuite par équipes amateurs
- 1974
  -  Médaillé d'argent de la poursuite par équipes amateurs

### Championnats nationaux
- Champion de RDA du kilomètre en 1967, 1968, 1969
- Champion de RDA de poursuite individuelle en 1967, 1968, 1969
- Champion de RDA de poursuite par équipes en 1967, 1968, 1970
- Champion de RDA de l'américaine en 1968, 1979, 1971, 1972